# Moulin de Thévalles
Pour les articles homonymes, voir Thévalles.
Le moulin de Thévalles, monument historique, reconstruit en 1850, est situé sur la rivière l'Erve à Chémeré-le-Roi en Mayenne, sur la route de Chémeré-le-Roi à Saulges, et à proximité des grottes de Saulges. Il s'agit actuellement du seul moulin à eau en Mayenne qui se visite.

## Histoire: les deux premiers moulins
Construit par les seigneurs de Thévalles en contrebas du château de Thévalles du XVIe siècle, il remplace deux moulins à eau construits au même emplacement, dont le premier, sans doute construit vers le Xe siècle ou XIe siècle, est cité pour la première fois en 1260.
Hamelin Le Franc, seigneur de Chemeré, prenait en 1265 une rente de 8 livres sur le molin de Thévale, en telle manière que lui ou son aloé, le jor de la feste Saint André, pourrunt prendre la cleif de la huge d'iceluy molin et les essues sa, s[pas clair] pouvoir toutefois se payer de leurs mains avant l'arrivée du seigneur de Thévalle.
Encadré de tours, il s'intègre dans le dispositif de défense du château et n'était accessible que par un seul côté. Il permettait dès lors à la population des environs qui s'y réfugiaient de vivre en relative autarcie et de résister aux assiégeants.
C'est le cas en 1429, où il permet au seigneur du lieu, Jean de Thévalles de résister à un siège des Anglais, qui occupaient cette région du Maine.
Un deuxième moulin est construit après la guerre de Cent Ans, à la fin du XVe siècle ou au début du XVIe siècle, de même qu'une maison de meunier, dont seule une partie existe encore de nos jours.
Le moulin de Thévalles fait office de moulin à blé banal jusqu'au XVIIIe siècle : toute personne dépendant de la terre de Thévalles devait obligatoirement y faire moudre son grain s'il résidait à moins d'une lieue du château.

## Le moulin actuel (XIXesiècle)
Au XIXe siècle, en Europe, les mécanismes des moulins à eau étaient construits en fonte par les Anglais, et non plus en bois. Les Français adoptent ce nouveau système et en 1850, le moulin de Thévalles est modernisé dans sa conception et reconstruit sur quatre niveaux, pour intégrer un mécanisme à l'anglaise de plus de trente tonnes, combinant sur les engrenages des dents en bois et en fonte, ce qui constitue sa particularité unique dans l'Ouest de la France.

## Fonctionnement
Une roue hydraulique d'un diamètre de 5,60 m et de 2 m de large entraîne tout le mécanisme, développé autour d'un arbre de 12 m, par des engrenages et des courroies, dont on peut observer à chaque niveau le fonctionnement. L'eau comme force motrice permet, grâce à un système de poulies, d'élever les sacs de grains et de farine ; une poulie extérieure permet aussi de communiquer l'énergie du moulin à toute machine se trouvant à proximité, à l'extérieur du bâtiment.
Le rez-de-chaussée abrite le grand mécanisme d'entraînement, le premier étage, les meules pour écraser le grain, le deuxième, les blutoirs qui servent à tamiser, ainsi que les chambres à grains. le dernier étage abrite le monte-sacs.
Le moulin a exercé par ailleurs, simultanément, une fonction de pompage pour alimenter la réserve d'eau du château, et a aussi produit de l'électricité, via une dynamo.
Le moulin fabriquait notamment de la farine d'épeautre, céréale ancienne autrefois cultivée dans le Maine. En 1989, après plusieurs siècles d'abandon, la culture de l'épeautre a été reprise dans la vallée préhistorique de l'Erve. Elle permet de pallier les carences de l'alimentation moderne car elle est riche en acides aminés, minéraux et oligo-éléments. La farine d'épeautre vendue au moulin est issue de l'agriculture biologique ; l'écrasement du grain se fait à la meule de pierre.
Le moulin a fonctionné jusqu'en 1958 puis a été remarquablement restauré. Il est depuis 1995 ouvert aux visiteurs du 1er mai au 1er octobre,  tous les jours de 10 h à 12 h et de 14 h à 18 h, sauf le dimanche matin et le lundi matin (visite sur rendez-vous toute l'année pour les groupes).

## À voir dans les environs
- Pays d'art et d'histoire Coëvrons-Mayenne
- Maison du Porche à Chémeré-le-Roi
- Saulges, petite cité de caractère, site du canyon et des grottes de Saulges. Sentiers pédestres de Saulges au moulin.
- Oratoire de Saint-Céneré
- Pont piétons XIIe siècle de Saint-Pierre-sur-Erve, petite cité de caractère
- Cité médiévale de Sainte-Suzanne, petite cité de caractère
- Cité gallo-romaine de Jublains

### Sources et bibliographie
- « Moulin de Thévalles », dans Alphonse-Victor Angot et Ferdinand Gaugain, Dictionnaire historique, topographique et biographique de la Mayenne, Laval, A. Goupil, 1900-1910 [détail des éditions] (BNF 34106789, présentation en ligne)
- Documents de visite du moulin de Thévalles